# Franz Anton Staudenmaier
Franz Anton Staudenmaier (Donzdorf, 11 settembre 1800 – Friburgo in Brisgovia, 19 gennaio 1856) è stato un teologo tedesco, professore di teologia cattolica all'Università di Gießen e all'Università di Friburgo in Brisgovia.
Con Johannes von Kuhn, Johann Nepomuk Locherer e Johann Baptist Lüft fu co-editore della pubblicazione "Coeditor of the Yearbooks for Theology and Christian Philosophy"..  Fu uno dei principali teologi cattolici che nel XX secolo proseguirono l'opera di Johann Sebastian von Drey, antesignano della teologia fondamentale.

## Biografia
Figlio di un artigiano, dopo aver completato le scuole elementari, iniziò l'apprendistato presso il padre. Grazie al supporto del conte August di Rechberg e Rothenlöwen poté studiare al convento francescano di Schwäbisch Gmünd (dal 1814 al 1818) e poi al liceo di Ellwangen (dal 1818 al 1822). Frequentò poi lo Wilhelmsstift, il collegio teologico della diocesi di Rottenburg-Stoccarda, e successivamente si iscrisse alla facoltà teologica dell'Università di Tubinga dove ebbe come professori Johann Sebastian von Drey e Johann Adam Möhler (della Scuola di Tubinga). Nel 1826 fu premiato un lavoro di Staudenmaier richiesto dalla Facoltà di Giurisprudenza dell'Università di Tubinga riguardo alle elezioni episcopali.
Dopo aver terminato gli studi di teologia, nel 1826 entrò nel seminario di Rottenburg am Neckar e l'anno seguente fu ordinato sacerdote. Per un anno fu parroco a Ellwangen e Heilbronn, dopodiché fu nominato docente presso la Wilhelmsstift di Tubinga, incaricato di ripetere gli insegnamenti con gli allievi più giovani.
Nel 1830 Staudenmaier fu nominato professore di dogmatica presso la neonata Facoltà teologica cattolica dell'Università di Gießen. Su suggerimento di Staudenmaier, la facoltà fondò gli Jahrbücher für Theologie und christliche Philosophie (Annuari di teologia e filosofia cristiana), in cui dovevano essere discussi argomenti teologici di attualità. Nel 1937 si trasferì, sempre come docente di dogmatica, all'Università di Friburgo in Brisgovia, dove fondò il Zeitschrift für Theologie (Giornale di teologia). Nel 1842 fu nominato canonico onorario a Friburgo e, nel 1843, membro del capitolo locale. Dal 1851 al 1852 Staudenmaier fu membro della Prima Camera dell'Assemblea degli Stati del Baden, su nomina del Granduca. A causa dei crescenti problemi di salute, Staudenmaier si ritirò dall'insegnamento nel 1855. Poco dopo morì a causa di un ictus.
Il suo pensiero teologico fu influenzato dall'Idealismo e dal Romanticismo tedeschi.

## Opere selezionate
- Geschichte der Bischofswahlen, Tubinga 1830 (versione riveduta e ampliata della pubblicazione premiata nel 1825).
- Johann Scotus Erigena, vol. 1, Francoforte 1834 (Il volume 2 non è stato pubblicato)
- Der Pragmatismus der Geistesgaben oder das Wirken des göttlichen Geistes im Menschen und in der Menschheit, Tubinga 1835.
- Der Geist des Christentums, 2 voll., Mainz 1835; 4., verb. und verm. Aufl. 1847 (copia digitale), 8aed.ne 1880.
- Geist der göttlichen Offenbarung oder Wissenschaft der Geschichtsprincipien des Christenthums, Giessen 1837.
- Die Philosophie des Christenthums oder Metaphysik der Heiligen Schrift als Lehre von den göttlichen Ideen und ihrer Entwicklung in Natur, Geist und Geschichte, vol. 1: Die Lehre von der Idee. In Verbindung mit einer Entwicklungsgeschichte der Ideenlehre und der Lehre vom göttlichen Logos, Gießen 1840 (Non sono stati pubblicati altri volumi.)
- Darstellung und Kritik des Hegelschen Systems. Aus dem Standpunkte der christlichen Philosophie, Mainz 1844.
- Die christliche Dogmatik, 4 voll., Friburgo 1844–1852.
- Zum religiösen Frieden der Zukunft
  - vol. 1: Der Protestantismus in seinem Wesen und in seiner Entwicklung. Teil 1. Friburgo 1846.
  - vol. 2: Der Protestantismus in seinem Wesen und in seiner Entwicklung. Teil 2. Friburgo1846.
  - vol. 3: Die Grundfragen der Gegenwart. Freiburg 1851.
- Frühe Aufsätze und Rezensionen (1828 - 1834). a cura di von Bernhard Casper. Herder, Friburgo 1974.